# 凯雷顿 (阿拉巴马州)
凯雷顿（英文：Kellyton），是美国阿拉巴马州下属的一座城市。面积约为0.96平方英里（约合2.5平方公里）。根据2010年美国人口普查，该市有人口217人，人口密度为225.1/平方英里（约合86.8/平方公里）。